# Операція Гіацинт
Операція Гіацинт (пол. Akcja "Hiacynt" ) ― таємна масова операція польської комуністичної поліції, проведена в 1985–87 рр. Її метою було створення національної бази даних усіх польських гомосексуалів та людей, які з ними контактували  і це призвело до реєстрації близько 11 000 осіб.

## Початки
Офіційно польська пропаганда заявила, що причини  були такими: 
- страх перед нещодавно відкритим вірусом ВІЛ, оскільки гомосексуалів розглядали як групу високого ризику,
- контроль над гомосексуальними злочинними бандами
- боротьба з проституцією.

Функціонери Служби безпізєнства (СБ) хотіли зібрати компрометуючі докази, які згодом були використані для шантажу залучених осіб. Крім того, ці особи були б більш охочі співпрацювати зі спецслужбами.

## Операція
Операція «Гіацинт» за розпорядженням міністра внутрішніх справ Чеслава Кіщака розпочалася 15 листопада 1985 року. Того ранку в різних коледжах, фабриках та офісах по всій Польщі функціонери СБ заарештували численних осіб, яких підозрювали в гомосексуальності або у зв'язку з гомосексуальними групами.  Заарештовані мали спеціальні файли під назвою «Карта гомосексуаліста», і деякі з них написали заяви
Я (ім’я та прізвище) був гомосексуалом від народження. У моєму житті було кілька партнерів, усі вони були дорослими. Мене неповнолітні не цікавлять.
Окрім того, що підписали документ, заарештованим було наказано здати відбитки пальців, деяких з них шантажували.
Операція тривала до 1987 року, але файли додавались до 1988 року. За підрахунками, було задокументовано близько 11 000 геїв  і ці файли тепер називаються  Картотека рожевих карток. Члени ЛГБТ- спільноти просили Інститут національної пам’яті знищити файли. 

## Наслідки
Через операцію Гіацинт члени гей-спільноти вирішили піти в підпілля, кілька з них виїхали з Польщі, а саму операцію критикували західні ЗМІ. Польський уряд спростував звинувачення, прес-секретар Єжи Урбан, запитаний у грудні 1988 р і. Кей Вінтерс із Балтіморського сонця  заявили, що така операція ніколи не мала місце.
Першим, хто став жертвою цієї операції, був захисник прав геїв Вальдемар Зборальський.
8 грудня 1988 року професор Миколай Козакевич обговорив операцію з генералом Кіщаком. Останній визнав, що польські служби безпеки мали "рожеві файли", але лише з документацією осіб, причетних до злочинної діяльності.  
У вересні 2007 року двоє ЛГБТ-активістів Шимон Немієць та Яцек Адлер з www.gaylife.pl звернулись до Інституту національної пам’яті з проханням відкрити розслідування проти "комуністичної злочинності" та генерала Кіщака.  15 лютого 2008 р. Інститут опублікував заяву, в якій написав, що операція була законною у світлі положень 1980-х років. Інститут відмовився відкривати розслідування, стверджуючи, що Гіацинт є операцією превентивного характеру, метою якої було проникнення в герметичні гомосексуальні кола та їх зв'язки з організованою злочинністю.   

## Гіацинт у польській популярній культурі
У 2015 році до 30-ї річниці події було видано дві книги, що розповідають про Гіацинт :
- «Рожеві файли» (пол. "Różowe Kartoteki") Миколая Мілке (поль. Ред.) Dobra Literatura) - вигадана історія правого політика, який у молодості був затриманий під акцією Гіацинт
- «Кодова назва Гіацинт» (пол. "Kryptonim Hiacynt") Анджея Селеровича (поль. Ред.) Queermedia)